# Niclas Heitkamp
Niclas Benedict Heitkamp (* 2. Februar 2003) ist ein deutscher Handballspieler.

## Karriere
Das Handballspielen begann er in der Jugend des SC DHfK Leipzig. In der Saison 2020/21 debütierte er für die 1. Mannschaft in der Bundesliga. In dieser Saison erzielte er auch bereits sein erstes Tor. Bei der U19-Europameisterschaft im Sommer 2021 zog er sich einen Knorpelschaden, Kreuzband- und Meniskusriss zu und musste deshalb eine ganze Saison pausieren. Danach spielte er zunächst in der 2. Mannschaft und erhielt in der Saison 2022/23 bereits wieder 18 Einsätze im Bundesligateam. Im Sommer 2023 wechselte er zum Bundesligaaufsteiger ThSV Eisenach. Ab Dezember 2023 war Heitkamp zusätzlich per Zweitspielrecht für den Zweitligisten GWD Minden spielberechtigt. Seit dem Sommer 2024 steht er fest bei GWD Minden unter Vertrag. Mit Minden stieg er 2025 in die Bundesliga auf.
Mit der deutschen Jugendnationalmannschaft gewann er beim Europäischen Olympischen Sommer-Jugendfestival 2019 die Silbermedaille und bei der U-19-Europameisterschaft 2021 die Goldmedaille. Mit der Juniorennationalmannschaft wurde er bei der U-21-Weltmeisterschaft 2023 in Deutschland und Griechenland Weltmeister.